# Tramwaje w Ostrawie
Tramwaje w Ostrawie – system tramwajowy działający w trzecim co do wielkości czeskim mieście, Ostrawie. System obsługuje Dopravní podnik Ostrava DPO (Przedsiębiorstwo Transportowe Ostrawa). Tramwaje są jednym z trzech, obok autobusów i trolejbusów, rodzajów komunikacji miejskiej w Ostrawie.
DPO obsługuje przewozy tramwajowe na 65,7 km torowisk, po których kursuje szesnaście zwykłych linii oznaczonych numerami 1–8, 10–12, 14–15 i 17 (linie dzienne, część całodobowa) oraz 18 i 19 (linie nocne) o łącznej długości 207,5 km. Linie obsługiwane są przez 291 pojazdów tramwajowych, w tym 59 niskopodłogowych.
Ostrawska sieć tramwajowa jest pod względem długości torowisk trzecia w Czechach (po praskiej i brneńskiej), a pod względem liczby i długości linii – druga (po praskiej).

## Historia

### Początki

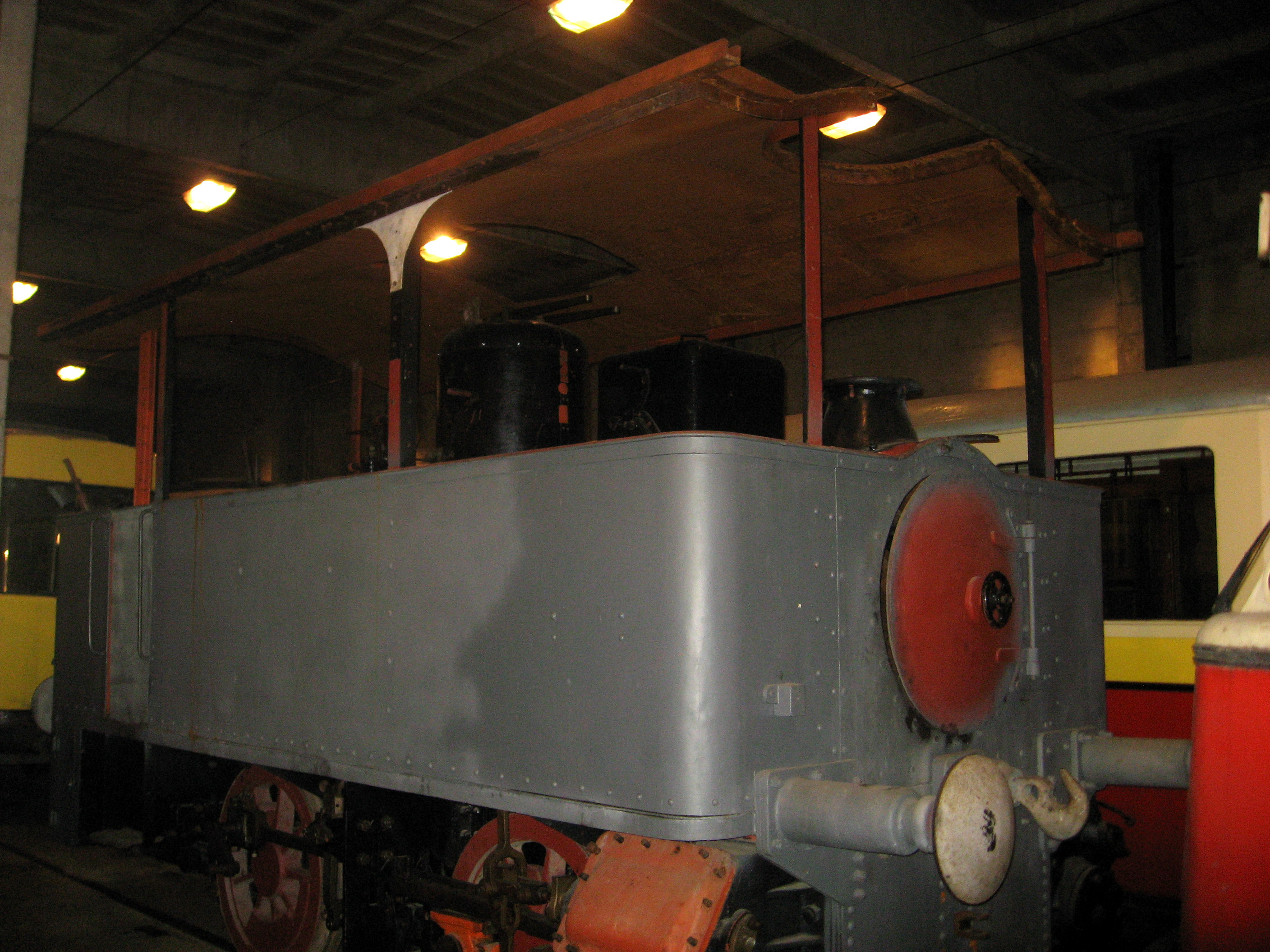
Ostrawska lokomotywa parowa z 1894 roku w zbiorach Muzeum Technicznego w Brnie

Podobnie jak i w innych miastach główną przyczyną powstania linii tramwajowej była konieczność połączenia miasta z dworcem kolejowym (dziś Ostrava hlavní nádraží), który znajduje się w dzielnicy Przywóz. Jeżdżące dotychczas tą trasą omnibusy stały się niewystarczające dla rozrastającego się miasta. W 1882 roku starosta Morawskiej Ostrawy, Anton Lux wystąpił o wstępną koncesję na budowę normalnotorowej linii tramwaju parowego, która miała prowadzić od zajazdu U zeleného stromu (dziś Hotel Palace) do dworca głównego w Przywozie. Mimo iż zapewniony był zwrot całej inwestycji i opracowano projekt generalny, do jej realizacji ostatecznie nie doszło.
18 sierpnia 1894 roku otwarta została (dzięki wiedeńskiemu przedsiębiorcy Juliuszowi Modernowi) pierwsza linia tramwaju parowego, wiodąca od dworca przez Morawską Ostrawę do Witkowic. Obsługiwała ją spółka Brünner Local Eisenbahn Gesellschaft (BLEG). Na trasie kursowały cztery lokomotywy, piętnaście wagonów osobowych i sześć towarowych. Prędkość poza miastem wynosiła 15 km/h, w mieście 10 km/h. Czas przejazdu całej linii wynosił 42 minuty. Pierwsza rozbudowa sieci nastąpiła dwa lata później, kiedy powstała odnoga do Mostu Cesarskiego. W 1899 roku rozpoczęto eksploatację linii Morawska Ostrawa – Lgotka – Hulwaki.
W 1897 roku przedsiębiorstwo Ganz & comp. zbudowało w Morawskiej Ostrawie elektrownię, która później należała do spółki akcyjnej Moravskoostravská elektrářská akciová společnost. Natychmiast został sporządzony wniosek w sprawie elektryfikacji obu ostrawskich linii tramwajowych. Regularne przewozy pasażerskie piętnastoma tramwajami elektrycznymi rozpoczęto 1 maja 1901 roku.
W eksploatacji tramwajów parowych wykorzystywano łącznie 23 wagony doczepne oraz 12 tramwajowych lokomotyw, z których część pozostała w użyciu do 1922 roku, kiedy zastąpiono je w ruchu towarowym elektrycznymi. Pierwsze piętnaście wagonów elektrycznych wyprodukowano w fabryce wagonów w Sanoku.

### Pierwsza połowa XX w.

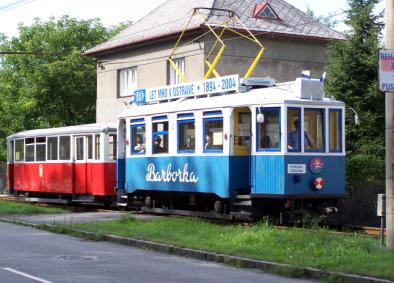
Zabytkowy tramwaj „Barborka” z 1922 roku

Sieć tramwajowa była stopniowo rozbudowywana. W 1907 roku zostały uruchomione dwie linie – jedna do Svinova (przedłużenie z Hulwak), druga połączyła Mariánské Hory (ul. Zištova) z Witkowicami. W roku 1908 po raz pierwszy pojawiło się oznakowanie linii:
- Przywóz (dworzec) – Witkowice (hotel zakładowy)
- most Ostrawicki – Svinov
- ul. Zištova – Witkowice (hotel zakładowy)

1 sierpnia 1911 roku zmienił się właściciel i siedziba spółki – BLEG zastąpiły Moravskoostravské místní dráhy z siedzibą w Morawskiej Ostrawie (w 1920 przedsiębiorstwo ponownie zmieniło nazwę, tym razem na Společnost moravských místních drah – SMMD). W Ostrawie przewozy tramwajowe obsługiwało najwięcej przewoźników w całej ówczesnej Czechosłowacji. Oprócz tramwajów zaczęła się rozwijać (głównie na wschód od Morawskiej Ostrawy) sieć podmiejskiej kolei wąskotorowej. Dlatego też, aby nie dublować trasy kolei regionalnej, nowe podmiejskie linie tramwajowe budowano głównie na południe od miasta.
W latach 20. XX w. na najbardziej uczęszczanych trasach położono drugi tor, zwiększając tym samym możliwości przewozowe. W tym czasie powstały także nowe linie, m.in. w Witkowicach, do pływalni czy do Zabrzegu. Zbudowano również nową zajezdnię przy ul. Krzywej. W 1926 roku zakończono elektryfikację linii Svinov – Klimkowice, która powstała w 1911 roku jako element sieci kolejowej, a w latach 20. została przejęta przez SMMD.
Tabor był ciągle modernizowany. W Ostrawie pojawiły się wagony m.in. z Koprzywnicy i z brneńskich Zakładów Kralowopolskich (Královopolská strojírna, KPS). W latach 1922–1932 SMMD we własnych warsztatach skonstruowała 16 wagonów silnikowych i 12 doczepnych.

### Wąskotorowa kolej podmiejska

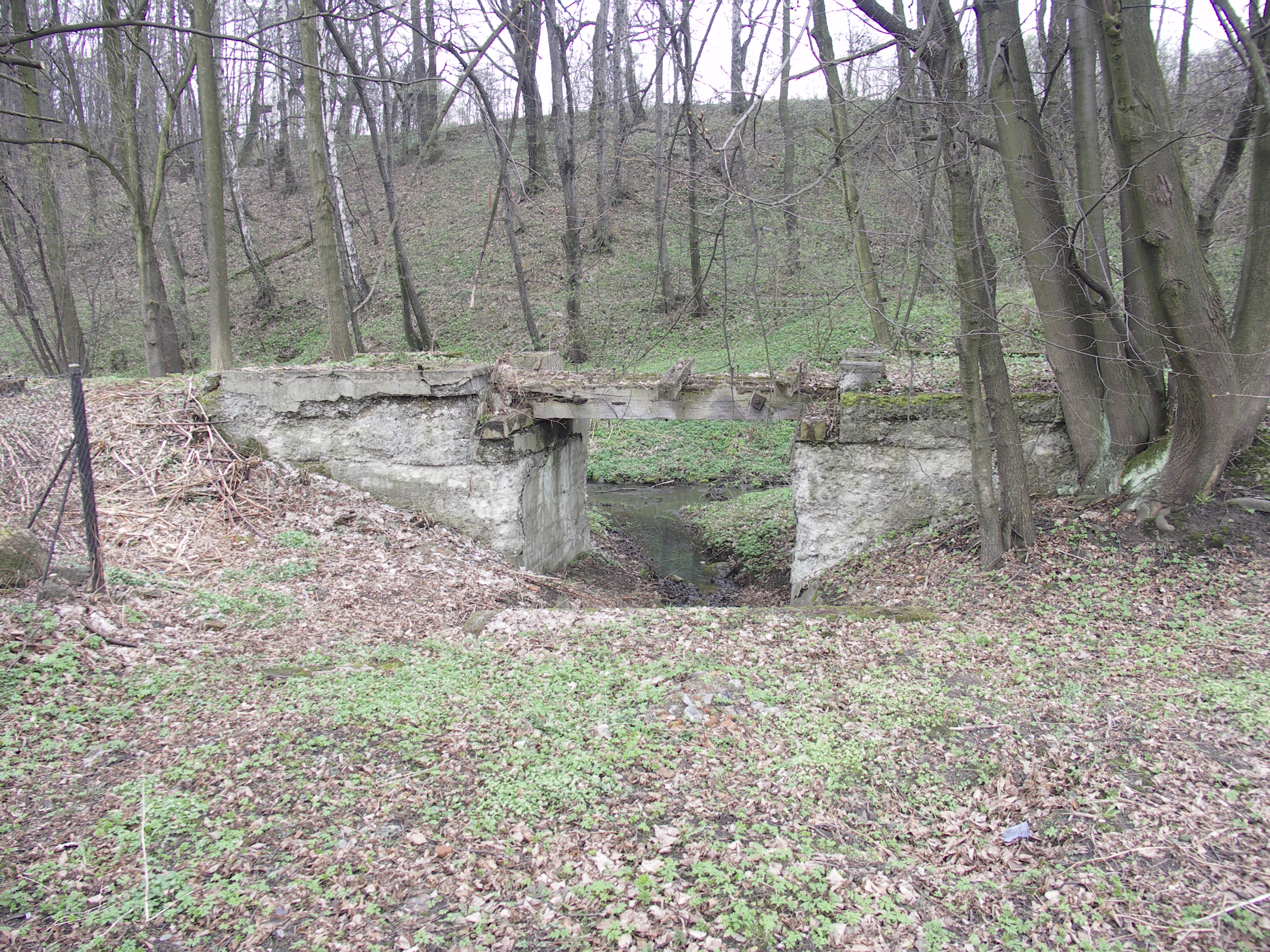
Pozostałość mostu kolejowego w Pietwałdzie

W XX wieku w Zagłębiu Ostrawsko-Karwińskim istniała sieć wąskotorowej (760 mm) kolei podmiejskiej, uznawanej często za system tramwajowy, jako że wagony wąskotorówki na wielu odcinkach poruszały się po ulicach. Pierwszy odcinek powstał w Boguminie w 1902, a likwidacja ostatniego odcinka nastąpiła w 1973 roku.
W obrębie dzisiejszej Ostrawy istniały trasy kolei wąskotorowej:
- z pl. Smetany w Morawskiej Ostrawie przez Hranecznik i Radwanice, a dalej Pietwałd i Orłową do dworca w Karwinie (istniała w latach 1909–1967)
- od mostu Sikory w Śląskiej Ostrawie (potem przedłużona przez ul. 28 Października do pl. Smetany) przez ul. Bogumińską do dworca w Gruszowie (1904–1961)
- z pl. Gagarina w Śląskiej Ostrawie przez ul. Czeskobraterską i Michałkowicką do kopalni Michał w Michałkowicach (1912–1953)
- od dworca w Hruszowie przez Wierzbicę i Pudłów do dworca w Nowym Boguminie (1914–1973; zlikwidowana jako ostatnia)

Linię do Karwiny obsługiwało przedsiębiorstwo Místní dráha Ostrava-Karviná (MDOK), linię do Michałkowic i Nowego Bogumina Schlesische Landeseisenbahnen/Slezské zemské dráhy (SZD), natomiast linię ze Śląskiej Ostrawy do Gruszowa – do roku 1914 Mährisch-Slesische Lokalbahn-Aktien-Gesellschaft (MSLAG), a potem Schlesische Landeseisenbahnen/Slezské zemské dráhy (SZD). W 1949 roku wszystkie dotychczasowe przedsiębiorstwa komunikacyjne w rejonie Ostrawy zjednoczono pod szyldem Dopravní podniky města Ostravy (DPMO).
Po likwidacji, linie kolei wąskotorowej w Ostrawie zostały zastąpione głównie przez linie trolejbusowe.

### Witkowicka Kolej Przemysłowa
W roku 1913 została uruchomiona normalnotorowa kolej przemysłowa Witkowice – Zabrzeg o długości 3,9 km, której początkowa stacja znajdowała się przed dyrekcją kolei w Witkowicach. Przewozy na tej trasie zapewniała głównie witkowicka huta (wówczas Vítkovické horní a hutní těžířstvo – VHHT). Kolej służyła przede wszystkim transportowi piasku z kopalni w Zabrzegu na teren huty. Istniała także bocznica o długości 667 m, prowadząca do zabrzeskiej cegielni. VZD mogła również służyć przewozom pasażerskim.
Rozpoczęcie eksploatacji Witkowickiej Kolei Przemysłowej (czes. Vítkovická závodní dráha – VZD) nastąpiło 3 lipca 1913 roku. W 1930 oddano do użytku odgałęzienie z Zabrzegu do Grabowej, a w roku 1934 całość linii zelektryfikowano (oddanie do użytku trakcji nastąpiło 31 marca). W 1948 roku VZD została przedłużona do Grabowej-Szczuci. Witkowicka huta zarządzała linią do 1953 roku, kiedy 1 lipca VZD, jako ostatnia ze wszystkich lokalnych kolei w rejonie Ostrawy, została włączona do miejskiego przedsiębiorstwa Dopravní podniky města Ostravy (DPMO). Odcinek w Zabrzegu od poczty do kopalni piasku został zlikwidowany 1 września 1964.
Początkowo Witkowicka Kolej Przemysłowa była obsługiwana zarówno klasycznymi pociągami z lokomotywami parowymi, jak i parowymi wozami silnikowymi typu „Komarek” (stąd wzięło się potoczne określenie VZD – „komárek”). W 1922 roku zakupiono trzy wagony doczepne typu tramwajowego (wyprodukowane w fabryce Vagónka Studénka). Kolejne wagony doczepne eksploatowano od 1931, a od roku 1934 kursowały również klasyczne tramwaje elektryczne jednakowego typu, wzorowane na wiedeńskich. Te silnikowe i doczepne wagony o jednolitym wyglądzie, które były dostarczane do 1954 roku (łącznie jeździło 16) były produkowane przez VHHT we własnych warsztatach.

### II wojna światowa
Skutkiem układu monachijskiego, a co za tym idzie zmiany granic Czechosłowacji, znaczny obszar Zagłębia Ostrawsko-Karwińskiego wszedł w skład Polski i Niemiec. Nowa granica biegła odtąd na rzece Odrze. Linie do Svinova i Klimkowic musiały zostać zamknięte (ich eksploatacja rozpoczęła się ponownie w 1941). SMMD zostało przekształcone w niemieckie MLEG. W czasie wojny doszło jedynie do przedłużenia linii z Zabrzegu do Lasu Bielskiego, do koszar wojskowych.

### Okres powojenny

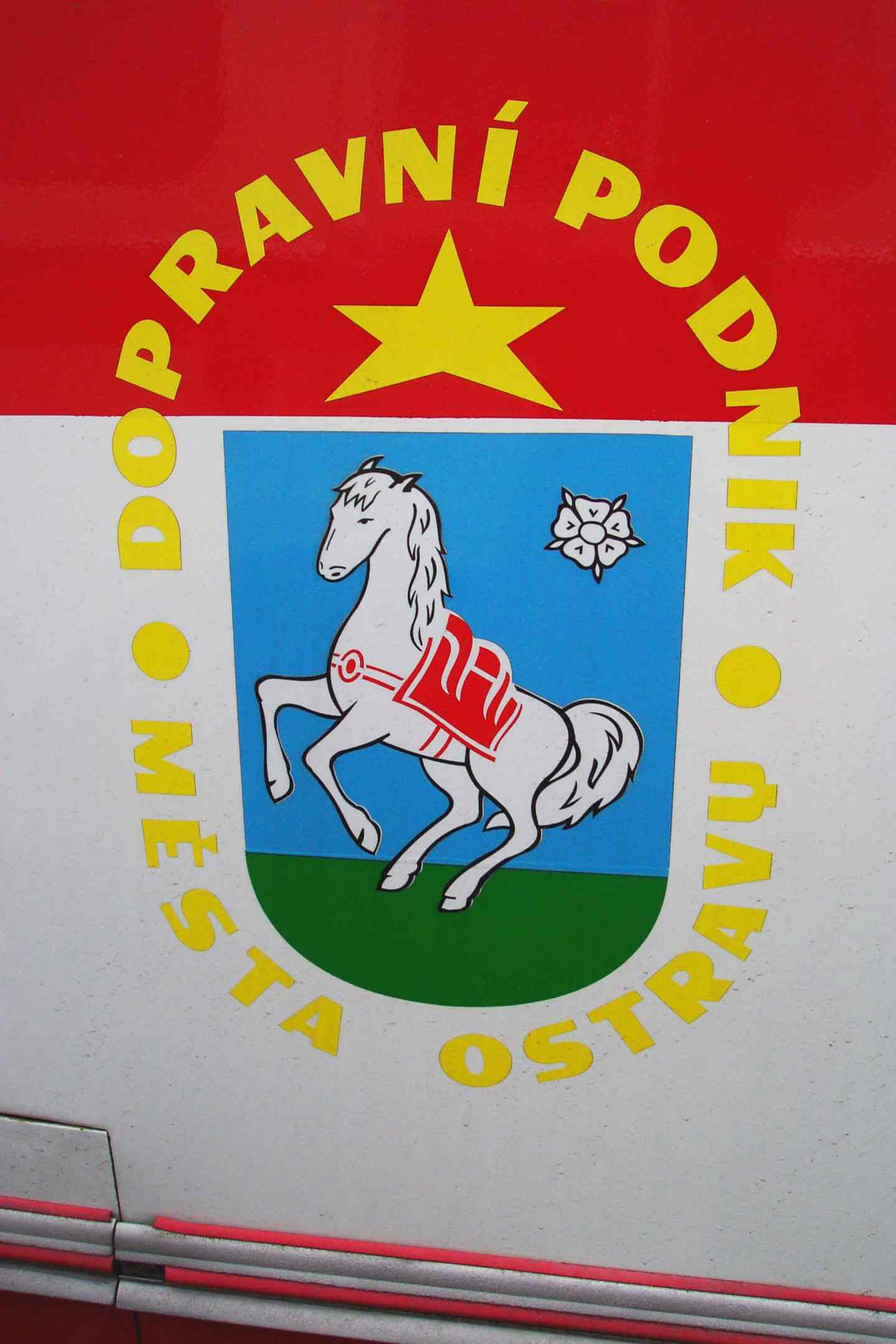
Dawne logo DPMO

3 stycznia 1947 roku walne zgromadzenie SMMD zadecydowało o likwidacji spółki i przeznaczeniu jej majątku miastu Ostrawa. W kwietniu 1949 powstało przedsiębiorstwo Dopravní podniky města Ostravy (DPMO) z mocą wsteczną od 1 stycznia 1949 roku. Podstawą przedsiębiorstwa była dawna SMMD. W jego skład weszła również Witkowicka kolej przemysłowa (w 1953) oraz przewoźnicy, którzy eksploatowali w rejonie Ostrawy sieć wąskotorowej kolei regionalnej.
Po wojnie została zelektryfikowana linia kolejowa Svinov – Kyjowice-Budziszowice, uruchomiona w 1926 roku. Na początku lat 50. zaczęły powstawać, głównie w Zabrzegu, nowe osiedla mieszkaniowe. Konieczne było skomunikowanie ich z miastem. Początkowo została tam doprowadzona wahadłowa komunikacja tramwajowa, zastąpiona później regularnymi połączeniami. W 1950 roku do sieci tramwajowej włączono także linię kolejową Pietrzkowice – Hulczyn. Do lipca 1953 roku całą komunikację miejską w Ostrawie włączono w skład DPMO, przez co stało się ono dominującym przewoźnikiem.
W związku z budową w południowej części miasta, w dzielnicy Kończyce, Nowej Huty Klementa Gottwalda (NHKG) niezbędne było utworzenie nowych linii tramwajowych. Pierwszy odcinek gotowy był w 1951 roku, drugi o rok później. Linia ta nie była w żaden sposób połączona z resztą sieci, dlatego w pierwszych latach między Hranecznikiem a terenami wystawowymi na Czarnej Łące jeździły tramwaje wąskotorowe. Do rozstawu 1425 mm pierwszą część linii przebudowano w 1955, drugą w 1959 roku.

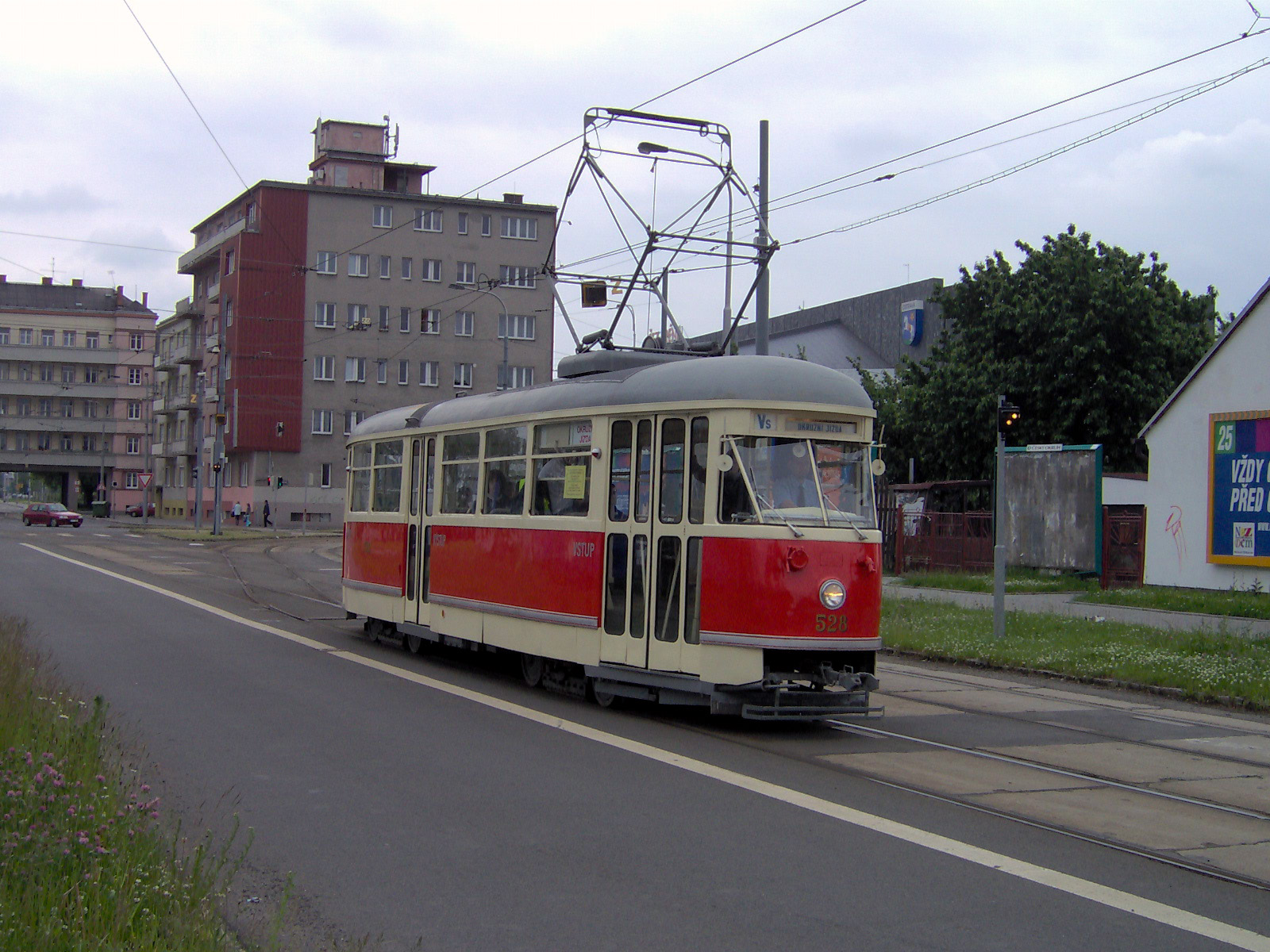
Muzealny tramwaj Tatra T1

Kolejnym wielki osiedlem, które potrzebowało sprawnej komunikacji było socjalistyczne miasto Poruba, budowane w latach 50. i włączone w granice Ostrawy w 1957 roku. Budowa linii tramwajowej była tam rozłożona na kilka etapów. Pierwszym było uruchomienie 19 grudnia 1958 roku odcinka do ul. Pustkowieckiej. W całości trasa została oddana do użytku 3 kwietnia 1960 roku, kiedy powstała również zajezdnia tramwajowa Poruba. W połowie lat 60., ze względu na budowę Węzła Polaneckiego ČSD, konieczna była przebudowa sieci tramwajowej w Zabrzegu, w tym likwidacja części torowisk. Zlikwidowano linię do kopalni piasku oraz z placu Pokoju w Witkowicach przez ul. Jeremenkową i Lidicką do stadionu FC Witkowice.
W latach 1943–1951 w ramach modernizacji taboru zakupiono z KPS 30 nowych, a z Pragi 19 używanych pojazdów silnikowych. Potem po włączeniu do DPMO Witkowickiej kolei przemysłowej przedsiębiorstwo przejęło 16 pojazdów silnikowych z lat 1934–1953 i 19 wagonów doczepnych z lat 1922–1953. W 1955 roku do Ostrawy dotarły pierwsze tramwaje Tatra T1 (łącznie 44 tramwaje + 1 pierwotnie z Koszyc), zastąpione później wagonami Tatra T2 (100 tramwajów + 6 pierwotnie z Uścia nad Łabą) oraz słynna Tatra T3 (98 tramwajów + 1 pierwotnie z Pragi). W latach 1965–1968 eksploatowano także dwa prototypy przegubowych tramwajów Tatra K1. W niewielkiej liczbie (6 sztuk) w Ostrawie pojawiły się dwuczłonowe tramwaje Tatra K2.

### Lata 70. i 80.

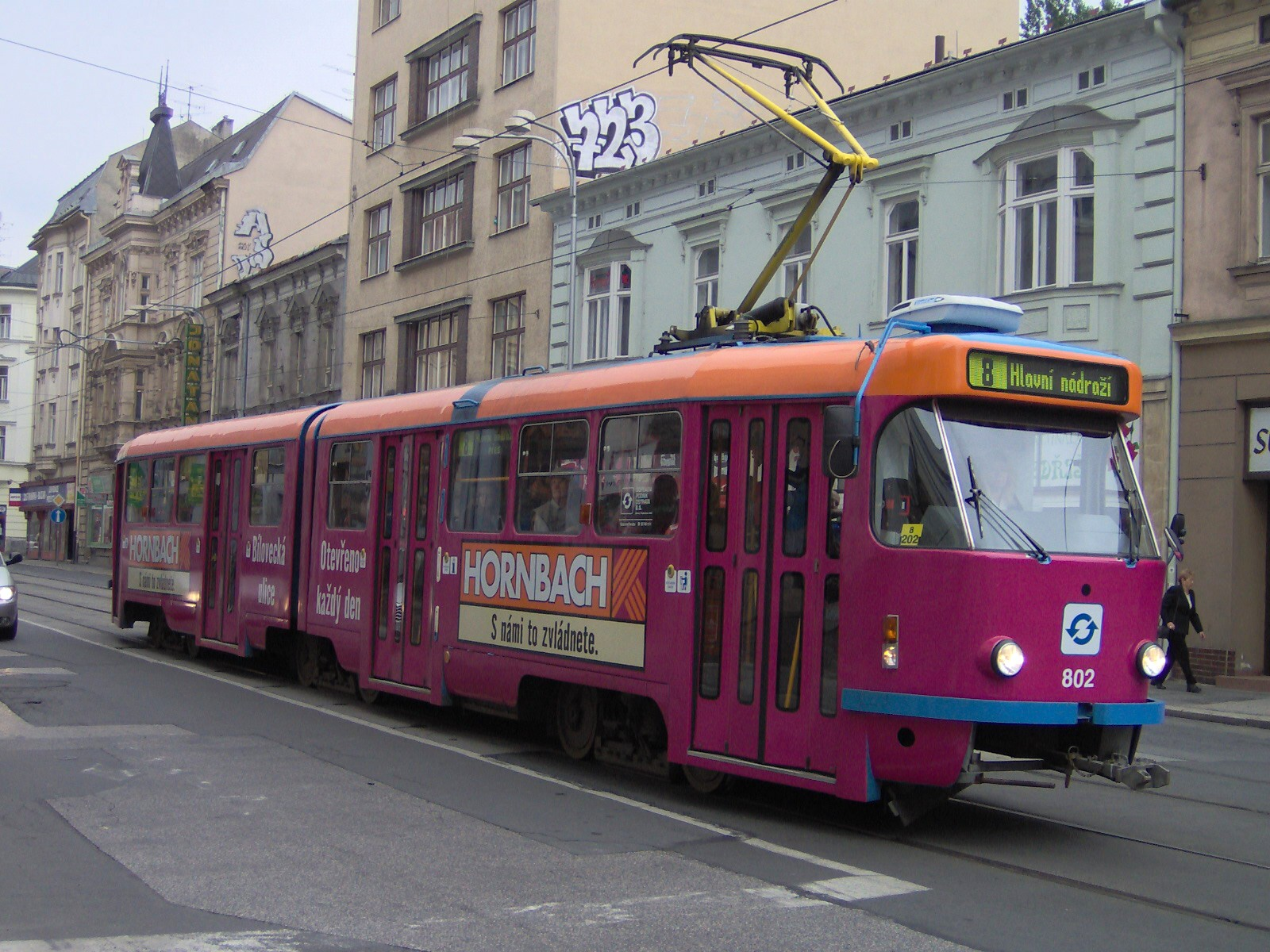
Zmodernizowany tramwaj Tatra K2P

15 czerwca 1969 roku otwarto nową linię do nowych zakładów w Marcinowie (dzielnica Ostrawy od 1990). 1 sierpnia 1970 roku została przedłużona do dzisiejszej pętli Marcinów. W następnych latach nowe linie tramwajowe budowano głównie do nowych osiedli mieszkaniowych, m.in. na Dębinę w 1985 roku. Powstało również połączenie między pocztą a wodociągami w Zabrzegu (1987). Niektóre linie zostały zlikwidowane (np. od ówczesnego Kina Edison do Grabowej czy dawne linie kolejowe do Klimkowic i Hulczyna). W 1972 roku zlikwidowano tramwajowe przewozy towarowe.
W latach 80. tabor został uzupełniony o 2 tramwaje Tatra K2YU oraz 127 tramwaje Tatra T3SUCS, które zastąpiły przestarzałe Tatry T1.

### Historia najnowsza
Aksamitna rewolucja i zmiany społeczno-gospodarcze lat 90. miały swoje odzwierciedlenie również w historii ostrawskich tramwajów. Najbardziej widoczną zmianą była zmiana malowania wagonów z czerwono-kremowych na biało-niebiesko-żółte. W latach 90. doszło także do poprawy transportu publicznego i równoczesnego wstrzymania budowy nowych linii. Zmieniło się to w roku 1999, kiedy rozpoczęto budowę torowiska wzdłuż ul. Misteckiej.
W 1989 roku na ulicach Ostrawy pojawiły się pierwsze trzyczłonowe tramwaje Tatra KT8D5, rok później było ich 15. W latach 1994–1998 oddano do użytku w sumie 38 tramwajów Tatra T6A5. W latach 1998–2001 zakupiono 14 niskopodłogowych pojazdów Škoda 03T (Astra). 9 pojazdów Inekon 01 Trio pochodzi z lat 2002–2004. Od 2005 eksploatowane są także niskopodłogowe tramwaje Vario LF – zmodernizowane Tatry T3.

## Linie
W Ostrawie istnieje 16 linii tramwajowych, w tym 10 dziennych, 2 nocne i 4 całodobowe. Większość linii tramwajowych przebiega po zachodniej (morawskiej) stronie rzeki Ostrawicy. Jedynie trasy linii nr 4 i nr 14 (do Nowej Huty) oraz nr 10 i nr 12 (na Hranecznik) zahaczają o prawobrzeżne, śląskie, dzielnice. Jedyną linią jednotorową jest nr 5 z Poruby (Vřesinská) do Zacisza (poza granicami Ostrawy), na której znajdują się dwie mijanki.
Linie tramwajowe w Ostrawie (01.06.2021):
| Numer                                      | Trasa |
| ------------------------------------------ | --- |
| 1                                          | Hlavní nádraží – Náměstí S.Čecha – Muglinovská – Křižíkova – Důl Jindřich – Stodolní – Elektra – Karolina – Náměstí Republiky – Don Bosco – Dolní Vítkovice Hlubina – Dolní Vítkovice – Český dům – Důl Jeremenko – Kolonie Jeremenko – Moravská – Dřevoprodej – Hrabůvka,kostel – Hrabůvka,Poliklinika – Josefa Kotase – Antonína Poledníka – Václava Jiřikovského – Dubina |
| 2                                          | Hlavní nádraží – Náměstí S.Čecha – Muglinovská – Křižíkova – Důl Jindřich – Stodolní – Elektra – Karolina – Náměstí Republiky – Don Bosco – Dolní Vítkovice Hlubina – Dolní Vítkovice – Vítkovice,Mírové nám. – Stará ocelárna – Ředitel.Vítkovic – SPORT ARÉNA – Karpatská – Horymírova – Zábřeh,OC – Zábřeh,vodárna – Kotva – Kino Luna – 29.dubna – Nové Výškovice – Výškovice |
| 3                                          | Dubina – Václava Jiřikovského – Antonína Poledníka – Josefa Kotase – Hrabůvka,Poliklinika – Hrabůvka,kostel – Provaznická – Jubilejní kolonie – Most Čs. armády – Městský stadion – SPORT ARÉNA – Ředitel.Vítkovic – Stará ocelárna – Vítkovice,Mírové nám. – Pohraniční – Vagonka – Mariánské náměstí – Prostorná – Hulváky – Nová Ves,vodárna – Svinov, mosty – Třebovice,OC – Třebovická – Telekom.škola – Poruba,vozovna W przypadku połączenia z linią 11: Dubina – Václava Jiřikovského – Antonína Poledníka – Josefa Kotase – Hrabůvka,Poliklinika – Hrabůvka,kostel – Provaznická – Jubilejní kolonie – Most Čs. armády – Městský stadion – SPORT ARÉNA – Ředitel.Vítkovic – Stará ocelárna – Vítkovice,Mírové nám. – Pohraniční – Vagonka – Mariánské náměstí – Prostorná – Hulváky – Nová Ves,vodárna – Střelnice – Ferona – Hulvácká – Palkovského – SPORT ARÉNA – Městský stadion – Most Čs. armády – Nádraží Vítkovice – Rodinná – Kpt.Vajdy – Rodimcevova – Zábřeh,vodárna – Kotva – Kino Luna – Svornosti – Zábřeh |
| 4                                          | Nová huť již.brána – Nová huť hl.brána – Nová huť učiliště – Vratimovská – Kunčičky,kostel – Osada Míru – Teplotechna – Hranečník – Důl Zárubek – U Hradu – Výstaviště – Karolina – Náměstí Republiky – Krajský úřad – Dům energetiky – Mariánské náměstí – Prostorná – Hulváky – Nová Ves,vodárna – Svinov, mosty – Třebovice,OC – Třebovická – Sokolovská – Čistírny – Bedřicha Nikodéma – Dílny DP Ostrava – Martinov |
| 5                                          | Budišovice,Zátiší – Horní Lhota – Dolní Lhota, osada – Dolní Lhota – Dolní Lhota,U Obory – Krásné Pole – Vřesina,Nová Plzeň – Vřesina – Poruba,koupaliště – Poruba,Vřesinská |
| 6                                          | Mor. Ostrava,Plynárny – Důl Jindřich – Stodolní – Elektra – Karolina – Náměstí Republiky – Don Bosco – Dolní Vítkovice – Český dům – Důl Jeremenko – Kolonie Jeremenko – Nádraží Vítkovice – Rodinná – Kpt.Vajdy – Rodimcevova – Zábřeh,vodárna – Kotva – Kino Luna – 29.dubna – Nové Výškovice – Výškovice |
| 7                                          | Výškovice – Nové Výškovice – 29.dubna – Kino Luna – Kotva – Zábřeh,vodárna – Zábřeh,OC – Horymírova – Karpatská – SPORT ARÉNA – Palkovského – Hulvácká – Ferona – Střelnice – Nová Ves,vodárna – Nová Ves,vodárna – Svinov, mosty – Třebovice,OC – Třebovická – Telekom.škola – Poruba, vozovna – Rektorát VŠB – Hlavní třída – Fakultní nemocnice – Poruba,Vřesinská |
| 8                                          | (Přívoz,Hlučínská – Důl Odra – Sad B.Němcové) – Hlavní nádraží – Náměstí S.Čecha – Muglinovská – (Plynárny) – Křižíkova – Důl Jindřich – Stodolní – Elektra – Karolina – Náměstí Republiky – Krajský úřad – Dům energetiky – Mariánské náměstí – Prostorná – Hulváky – Nová Ves,vodárna – Svinov, mosty – Třebovice,OC – Třebovická – Telekom.škola – Poruba, vozovna – Rektorát VŠB – Hlavní třída – Fakultní nemocnice – Poruba,Vřesinská |
| 10                                         | Hranečník – Výstaviště – Karolina – Náměstí Republiky – Don Bosco – Dolní Vítkovice – Důl Jeremenko – Dřevoprodej – Hrabůvka,kostel – Hrabůvka,Poliklinika – Josefa Kotase – Antonína Poledníka – Václava Jiřikovského – Dubina |
| 11                                         | Zábřeh – Svornosti – Kino Luna – Kotva – Zábřeh,vodárna – Rodimcevova – Kpt.Vajdy – Rodinná – Nádraží Vítkovice – Most Čs. armády – Městský stadion – SPORT ARÉNA – Palkovského – Hulvácká – Ferona – Střelnice – Nová Ves,vodárna – Hulváky – Prostorná – Mariánské náměstí – Dům energetiky – Krajský úřad – Náměstí Republiky – Karolina – Elektra – Stodolní – Důl Jindřich – Mor. Ostrava,Plynárny W przypadku połączenia z linią 3: Zábřeh – Svornosti – Kino Luna – Kotva – Zábřeh,vodárna – Rodimcevova – Kpt.Vajdy – Rodinná – Nádraží Vítkovice – Most Čs. armády – Městský stadion – SPORT ARÉNA – Palkovského – Hulvácká – Ferona – Střelnice – Nová Ves,vodárna – Hulváky – Prostorná – Mariánské náměstí – Vagonka – Pohraniční – Vítkovice,Mírové nám. – Stará ocelárna – Ředitel.Vítkovic – SPORT ARÉNA – Městský stadion – Most Čs. armády – Jubilejní kolonie – Provaznická – Hrabůvka,kostel – Hrabůvka,Poliklinika – Josefa Kotase – Antonína Poledníka – Václava Jiřikovského – Dubina                       |
| 12                                         | Hranečník – Důl Zárubek – Výstaviště – Karolina – Náměstí Republiky – Krajský úřad – Dům energetiky – Mariánské náměstí – Vagonka – Pohraniční – Vítkovice,Mírové nám. – Stará ocelárna – Ředitel.Vítkovic – Palkovského – Dolní – Tylova – Rodinná – ÚMOb Jih – Náměstí Ostrava-Jih – Josefa Kotase – Antonína Poledníka – Václava Jiřikovského – Dubina |
| 14                                         | Přívoz,Hlučínská – Důl Odra – Sad B.Němcové – Muglinovská – Křižíkova – Důl Jindřich – Stodolní – Elektra – Výstaviště – Hranečník – Osada Míru – Vratimovská – Nová huť učiliště – Nová huť hl.brána – Nová huť již.brána |
| 15                                         | Dubina – Václava Jiřikovského – Antonína Poledníka – Josefa Kotase – Náměstí Ostrava-Jih – ÚMOb Jih – Rodinná – Kpt.Vajdy – Rodimcevova – Zábřeh,vodárna – Kotva – Kino Luna – 29.dubna – Nové Výškovice – Výškovice |
| 17                                         | Dubina – Václava Jiřikovského – Antonína Poledníka – Josefa Kotase – Náměstí Ostrava-Jih – ÚMOb Jih – Rodinná – Tylova – Dolní – Hulvácká – Ferona – Střelnice – Nová Ves,vodárna – Nová Ves,vodárna – Svinov, mosty – Třebovice,OC – Třebovická – Telekom.škola – Poruba, vozovna – Rektorát VŠB – Hlavní třída – Fakultní nemocnice – Poruba,Vřesinská |
| 18                                         | Hlavní nádraží – Náměstí S.Čecha – Muglinovská – Křižíkova – Důl Jindřich – Stodolní – Elektra – Karolina – Náměstí Republiky – Krajský úřad – Dům energetiky – Mariánské náměstí – Prostorná – Hulváky – Nová Ves,vodárna – Střelnice – Ferona – Hulvácká – Dolní – Tylova – Rodinná – ÚMOb Jih – Náměstí Ostrava-Jih – Josefa Kotase – Antonína Poledníka – Václava Jiřikovského – Dubina |
| 19                                         | Dubina – Václava Jiřikovského – Antonína Poledníka – Josefa Kotase – Hrabůvka,Poliklinika – Hrabůvka,kostel – Provaznická – Jubilejní kolonie – Most Čs. armády – Městský stadion – SPORT ARÉNA – Ředitel.Vítkovic – Stará ocelárna – Vítkovice,Mírové nám. – Mariánské náměstí – Prostorná – Hulváky – Nová Ves,vodárna – Svinov, mosty – Třebovice,OC – Třebovická – Sokolovská – Čistírny – Bedřicha Nikodéma – Dílny DP Ostrava – Martinov |
| Linia dzienna Linia całodobowa Linia nocna | |

## Zajezdnie

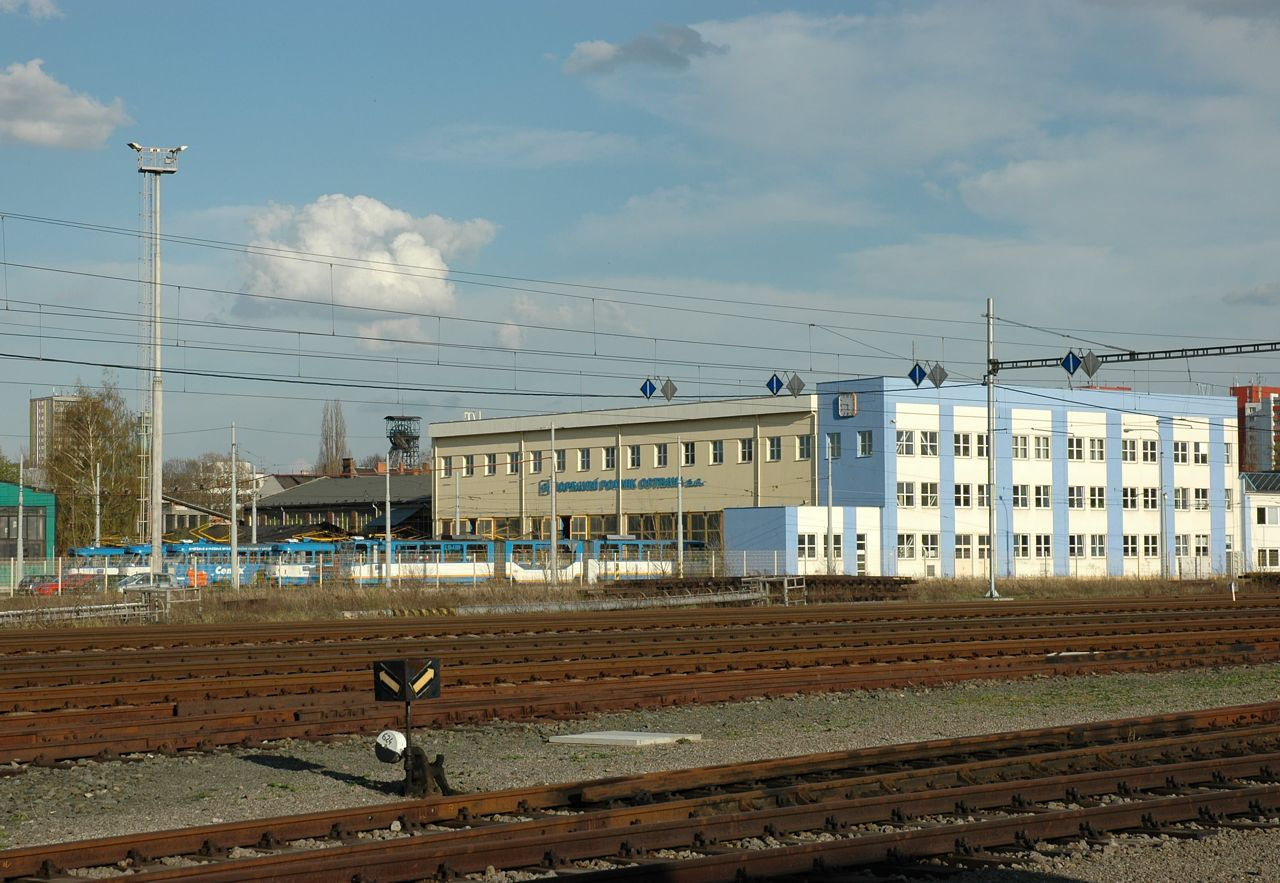
Zajezdnia Morawska Ostrawa

- Zajezdnia Morawska Ostrawa – znajduje się w Morawskiej Ostrawie, przy ul. Krzywej. Powstała w latach 1928–1929. Jej pojemność wynosiła wówczas 100 pojazdów tramwajowych. Miała 10 torów o długości 100 m. W latach 1948–1954 była rozbudowywana, jednak w 1967 r. spłonęła. Odbudowano ją dopiero w latach 1999–2001.
- Zajezdnia Poruba – znajduje się w dzielnicy Poruba, przy ul. Opawskiej. Jej budowa rozpoczęła się w 1955, a zakończyła w 1962 r. Powstanie zajezdni wiązało się z zakupem nowych tramwajów typu T.

## Tabor
Dopravní podnik Ostrava ma do dyspozycji 241 pojazdów tramwajowych:
| Zdjęcie                              | Model                                | Modyfikacje i Podtypy                | Dostawy w latach                     | Liczba (stan na 26. 07. 2020) |
| ------------------------------------ | ------------------------------------ | ------------------------------------ | ------------------------------------ | ----------------------------- |
|                                      | Tatra T3                             | T3SU                                 | 1982                                 | 1                             |
| T3SUCS                               | Tatra T3                             | 1983–1987                            | 7                                    |                               |
| T3G                                  | Tatra T3                             | 1987–1998                            | 5                                    |                               |
| T3R.P                                | Tatra T3                             | 1983–1987                            | 40                                   |                               |
| T3R.E                                | Tatra T3                             | 1985                                 | 1                                    |                               |
| T3R.EV                               | Tatra T3                             | 2004                                 | 1                                    |                               |
|                                      | Tatra KT8D5                          | Tatra KT8D5R.N1                      | 1989–1990                            | 16                            |
|                                      | Tatra T6A5                           | Tatra T6A5                           | 1994–1997                            | 34                            |
|                                      | Škoda 03T                            | Škoda 03T Astra                      | 1998–2001                            | 14                            |
|                                      | Inekon 01 Trio                       | Inekon 01 Trio                       | 2002–2004                            | 8                             |
|                                      | VV60LF                               | VV60LF (wagon doczepny)              | 2004–2006                            | 2                             |
|                                      | VarioLF                              | VarioLFR.E                           | 2004–2012                            | 47                            |
| VarioLFR.S                           | VarioLF                              | 2013–2014                            | 16                                   |                               |
|                                      | VarioLF2                             | VarioLF2                             | 2007                                 | 1                             |
| VarioLF2R.S                          | VarioLF2                             | 2013                                 | 2                                    |                               |
|                                      | VarioLF3                             | VarioLF3                             | 2006–2007                            | 2                             |
|                                      | VarioLF3/2                           | VarioLF3/2                           | 2008–2011                            | 3                             |
|                                      | VarioLF2 plus                        | VarioLF2 plus                        | 2009                                 | 1                             |
|                                      | Stadler Tango                        | Stadler Tango NF2 (nOVA)             | 2018–2019                            | 40                            |
|                                      | Škoda 39T                            | ForCity Smart Ostrava 39T            | 2021-2022                            | 6                             |
| Wszystkie pojazdy we flocie liniowej | Wszystkie pojazdy we flocie liniowej | Wszystkie pojazdy we flocie liniowej | Wszystkie pojazdy we flocie liniowej | 247                           |

Dopravní podnik Ostrava jest również właścicielem kolekcji zabytkowych pojazdów tramwajowych. Łącznie jest ich 18, w tym pierwsze Tatry K2 na terenie Czech. Ponadto znaczna część zachowanych ostrawskich tramwajów znajduje się w Muzeum Technicznym w Brnie.